# Термінологія індуїзму
Аватара — втілення Бога (поклоніння аватарам Вішну ширше поширене, ніж аватарам Шиви).
Агні — Повелитель вогню.
Акар — форма, зовнішній вигляд.
Антарала — простір між залом для збору віруючих і внутрішнім вівтарем у храмі.
Ардхамандапа — ґанок при вході в храм.
Арія — благородний.
Артха — одна з чотирьох цілей в житті: заробляння грошей.
Аскетизм — практика суворої самодисципліни, посту, медитації і молитви.
Атман — оживляюча енергія в живих істотах, зазвичай співвідноситься з душею.
Атхарваведа — четверта Веда.
Аум — священний склад (пишеться також Ом), вважається, що він містить звук всій Реальності.
Ашрама — життєвий етап, наприклад, етап учнівства, етап глави сім'ї і т. д.
Брамін — член першої групи в соціальному розподілі, іменованому варнами.
Брахма — творчий аспект Брахмана в індуїстської Тримурти.
Брагман — Вищий Дух в індуїзмі.
Брахмани — релігійні тексти, складені для жерців, використовуються при здійсненні жертвоприношень.
Брахма-сутри — священні книги, написані у формі коротких віршів і містять філософське вчення індуїзму.
Брахмачар'я — життєвий етап учнівства.
Бгаґавад-Ґіта — одна з найважливіших релігійних книг в індуїзмі, що має популярність серед індусів.
Вайшья — член третьої групи в поділі індійського суспільства на варни.
Варна — соціальна категорія (чотири варни: браміни, кшатрії, вайш'ї і шгудри).
Ванапрастга — життєвий етап відходу від справ. Веданта — філософська система, розроблена в кінці ведичного періоду.
Вімана — внутрішнє святилище в храмі (див. Гарбхагріха).
Ганга — індійська назва річки Ганг, у давньоіндійській міфології небесна ріка, дочка царя гір Хімавата і сестра Парваті, що вилилася на землю.
Гарбхагріха — кімната, центр храму, де встановлюється образ божества, найсвятіше місце в храмі.
Гаятрі-мантра (санскр. пісня) — гімн з Рігведи, що вихваляє бога Сонця, найвідоміша мантра, подібна по популярності молитві «Отче наш» у християнстві. Також Гаятри у давньоіндійській міфології — дружина Брахми і матір чотирьох Вед і двічі народжених (тобто трьох вищих каст.).
Гопурам — найвища споруда над головними воротами храму в Південній Індії.
Ґріхастга — глава сім'ї, другий етап в житті людини.
Гуру — духовний вчитель, знавець метафізичних і етичних доктрин.
Даршан — споглядання образу божества в храмі. Діва — санскритський термін, що позначає Бога.
Девата — другорядне божество.
Деві — санскритський термін, що позначає Богиню.
Джати — індійське слово, що позначає касту; характеризує соціальне становище, яке визначається професією.
Джняна — філософське знання Бога, людини і положення людини у світі.
Дхарма — релігійний або моральний борг індуса, заснований на його вік, освіту, професії і соціальному стані.
Дхарма-шастра — книга звичаєвого права, пов'язана з соціальною поведінкою.
Дхоті — поширений в Індії тип чоловічого одягу: бавовняна пов'язка на стегнах зі смуги тканини від 2 до 5 метрів завдовжки і 1 метр шириною, задрапірована на зразок шароварів. Члени вищих каст носять переважно довгі дхоті, а нижчих — короткі, більш зручні для роботи.
Інд — священна ріка. Індуське назву — Сіндх.
Ішвара — філософська концепція в індуїзмі, означає «повелитель» або «верховний повелитель».
Ішта-девата — особисте божество, якому поклоняється індус.
Йога — філософська система, що поєднує фізичні вправи і медитацію.
Кама — задоволення в житті, одержуване від хороших речей, третя життєва мета.
Карма — загальний результат дій людини (слово також позначає дію).
Каста — професійна група в межах більшого поділу суспільства на Варни.
Кумкум — освячена мастика з суміші сандалової олії з пофарбованої глиною або кіновар'ю, використовувана при здійсненні гармати. Застосовується також для нанесення на лоб у вигляді крапки або смуг (Тілак) і буває забарвлена не тільки в червоний колір, але і в жовтий, і в білий, і в чорний.
Кшатрій — член другої групи в поділі індійського суспільства на варни.
Мангала-сутра — весільне намисто індуської жінки.
Мандала — релігійна діаграма, використовувана при здійсненні особливої пуджи або в медитації, так само іменуються десять книг, складові Ригведу Самхита — збірник гімнів древнім божествам.
Мандап — місце для збору віруючих у храмі.
Мантра — священна формула, завжди вимовляється на Санса.
Мокша (філософія) (мукті) — звільнення душі від послідовності народжень і смертей.
Мурті — лик, знак, образ божества в храмі.
Трімурті — три образи чи три лики.
Намаскар — індійські слова для привітання. Ом — священний склад (див. Аум).
Пінда — кулька з вареного рису, пропонований духам померлих предків під час шраддха.
Прасада — отримало благословення підношення, розподілюване серед віруючих в кінці пуджи.
Пуджа — поширена форма поклоніння божеству в індусів, включає приношення і божественні почесті, що надаються божеству.
Пурани — давні індуські міфи і легенди, присвячені Вішну і Шиві. Містять сказання про світобудову, про царів, про філософських навчаннях, про касти, святах, відомості по праву, політиці, медицині та ін.
Рігведа — перша з чотирьох стародавніх священних книг.
Самаведа — третя Веда, древня священна книга.
Самскар — ритуал життєвого циклу, що виконується на важливих стадіях життя людини, призначений для очищення тіла і духу.
Санатана-дхарма — древній чи вічний життєвий шлях.
Сансара — цикл послідовних народжень, смертей і перероджень.
Санскрит — стародавня мова Індії.
Саннйаса — останній етап життя, стадія повного зречення від матеріального світу, яка характеризується аскетизмом і повною присвятою самоусвідомленню й духовним практикам.
Саньясі — людина, яка відмовляється від імені, родини і більшої частини свого майна і присвячує своє життя медитації, з тим, щоб досягти звільнення (мокші).
Сатья — істина. Сатьяграха — «наполягання на істині», метод відмови від співпраці з несправедливістю, використовуваний Махатмою Ганді.
Священна нитка — петля з трьох або чотирьох міцних бавовняних ниток, використовувана в церемонії посвячення.
Смріті — священна книга, складена мудрецями «усно».
Упанішада — філософська книга індусів.
Хаван — жертвоприношення священному вогню.
Шикхара — пірамідальна покрівля, шпиль, найвища споруда над образом божества в храмі в Північній Індії.
Шраддха — щорічні ритуали підношення Пінд духам померлих предків.
Шруті — священна книга. Вважається, що вона була «явлена» Богом, щоб навчити мудрості людей, і далі «почута» ними.
Шудра — ремісник, член четвертої групи в поділі індійського суспільства на варни.
Яджурведа — друга Веда; древня священна книга аріїв, присвячена здійсненню жертвоприношень.
Яма — дух смерті.
Ямуна — священна річка на півночі Індії, пишеться також Джамна.
Ятра — паломництво; термін, що означає також процесію.